# Калепия
Калѐпия (на гръцки: Καλλέπια) е село в Кипър, окръг Пафос. Според статистическата служба на Република Кипър през 2001 г. селото има 216 жители.
Намира се на 2 км южно от Летимву.